# Demografía de Bahamas

## Población

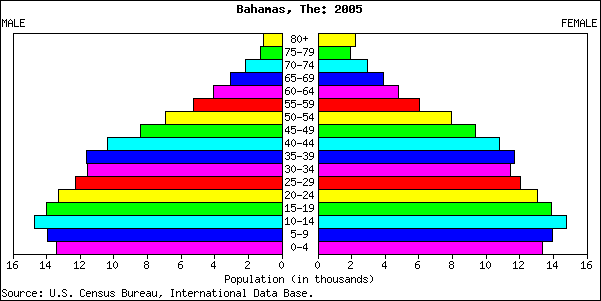
Pirámide de población.

305.655 (en julio de 2007)  Archivado el 2 de abril de 2010 en Wayback Machine.
301.790 (en julio de 2005)
275.941 (en julio de 1998)

## Clasificación por edades
0-14 años: 27,9% (42.142 hombres/42.096 mujeres)
15-64 años: 65,9% (97,865 hombres/101,047 mujeres)
65 años o más: 6,2% (7,616 hombres/11,024 mujeres) (2005 est.)

## Edad Media
Total: 27,55 años
Hombres: 26,78 años
Mujeres: 28,34 años(2005 est.)

## Tasa de crecimiento de la población
0,67% (2005 est.)

## Tasa de nacimientos
17,87 nacimientos/1.000 personas (2005 est.)

## Tasa de defunciones
8,97 muertes/1.000 personas (2005 est.)

## Tasa de migración
-2,18 migrantes/1.000 personas (2005 est.)

## Relación hombre/mujer por edad
Al nacer: 1.02 hombre(s)/mujer
Menores de 15 años: 1 hombre(s)/mujer
15-64 años: 0.97 hombre(s)/mujer
65 años o más: 0.69 hombre(s)/mujer
Total population: 0.96 hombre(s)/mujer (2005 est.)

## Tasa de mortalidad infantil
Total: 25,21 muertes/1.000 nacidos vivos
Hombre: 31,02 muertes/1.000 nacidos vivos
Mujer: 19,28 muertes/1.000 nacidos vivos (2005 est.)

## Esperanza de vida al nacer
Población total: 65,54 años
Hombre: 62,11 años
Mujer: 69,04 años (2005 est.)

## Tasa total de fertilidad
2,2 niños nacidos/mujer (2005 est.)

## VIH/sida
Radio de prevalencia en adultos: 3% (2003 est.)
Personas viviendo con VIH/sida: 5.600 (2003 est.)
Muertes: menos de 200 (2003 est.)

## Nacionalidad
Nombre: Bahameño(s), bahamés(es)
Gentilicio: Bahameño(s), bahamés(es)

## Grupos étnicos
Negros 85%, Blancos 12%, Asiáticos e hispanos 3%

## Religión
Baptistas 32%, anglicanos 20%, católicos 19%, metodistas 6%, Church of God 6%, protestantes 12%, ninguna o desconocida 3%, otros 2%

## Idiomas
Inglés (oficial), kréyol, francés, (entre inmigrantes haitianos) y español (entre inmigrantes cubanos, dominicanos y puertorriqueños.)

## Alfabetización
Definición: personas de más de 15 años que saben leer y escribir
Población total: 95,6%
Hombre: 94,7%
Mujer: 96,5% (2003 est.)